# 1999 en Saskatchewan
Chronologie de la Saskatchewan
- 1995
- 1996
- 1997
- 1998
- 1999
- 2000
- 2001
- 2002
- 2003

Cette page concerne des événements d'actualité qui se sont produits durant l'année 1999 dans la province canadienne de la Saskatchewan.

## Politique
- Premier ministre : Roy Romanow
- Chef de l'Opposition :
- Lieutenant-gouverneur : John N. Wiebe puis Lynda Haverstock
- Législature :

## Événements
- 16 septembre : élection générale en Saskatchewan — le gouvernement du Nouveau Parti démocratique perd sa majorité à l'Assemblée législative ; toutefois, avec exactement la moitié des sièges, il réussit à former un gouvernement minoritaire avec l'appui de certain députés du Parti libéral ; le nouveau Parti saskatchewanais forme l'opposition officielle.